# Montecreto
Montecreto ist eine italienische Gemeinde (comune) mit 943 Einwohnern (Stand 31. Dezember 2023) in der Provinz Modena in der Emilia-Romagna. Die Gemeinde liegt etwa 55 Kilometer südsüdwestlich von Modena an der Scoltenna und gehört zur Comunità Montana del Frignano.